# Teräsbetoni
Teräsbetoni es una banda finlandesa de power metal, fundada en 2002. Está formada por Jarkko Ahola, Arto Järvinen, Viljo Rantanen y Jari Kuokkanen. Todas sus canciones están escritas en finés.

## Historia
La banda comenzó después de un encuentro entre Jarkko Ahola, Arto Järvinen y Viljo Rantanen que supuso la formación del grupo, y al que más tarde se uniría Jari Kuokkanen como batería. Sus primeras canciones salieron en 2003, siendo publicadas en su página web.
Poco a poco comenzó a ganar popularidad en círculos minoritarios, hasta el punto que algunos de sus fanes mandaron cartas a varios sellos discográficos para que les publicasen álbumes profesionalmente, y el grupo comenzó a sonar en varios festivales musicales finlandeses. A finales de 2004 firmaron con el sello Warner Music Finland y en 2005 salió su primer CD, Metallitotuus. Su primer sencillo, Taivas lyö tulta, logró sonar en las radios finlandesas, logrando ser más conocidos para el público. Metallitotuus fue disco de platino en Finlandia con más de 30.000 copias vendidas. 
En 2006 el grupo sacó su segundo álbum, Vaadimme metallia, que logró en el día de su lanzamiento vender casi 15.000 copias, estando cerca de haber logrado el Disco de Oro finlandés en su primer día a la venta.
Teräsbetoni fueron los representantes de Finlandia en el Festival de la Canción de Eurovisión 2008, venciendo la preselección de su país con el tema Missä miehet ratsastaa con el 38% de los votos. Dicho tema se editó en su tercer álbum publicado en marzo de 2008, Myrskyntuoja que fue número #1 en la lista de ventas finlandesa. En Eurovisión quedaron en vigesimosegunda posición en la final tras superar la semifinal con el octavo puesto.
A finales del 2010 sacaron su cuarto álbum: Maailma tarvitsee sankareita.

## Miembros

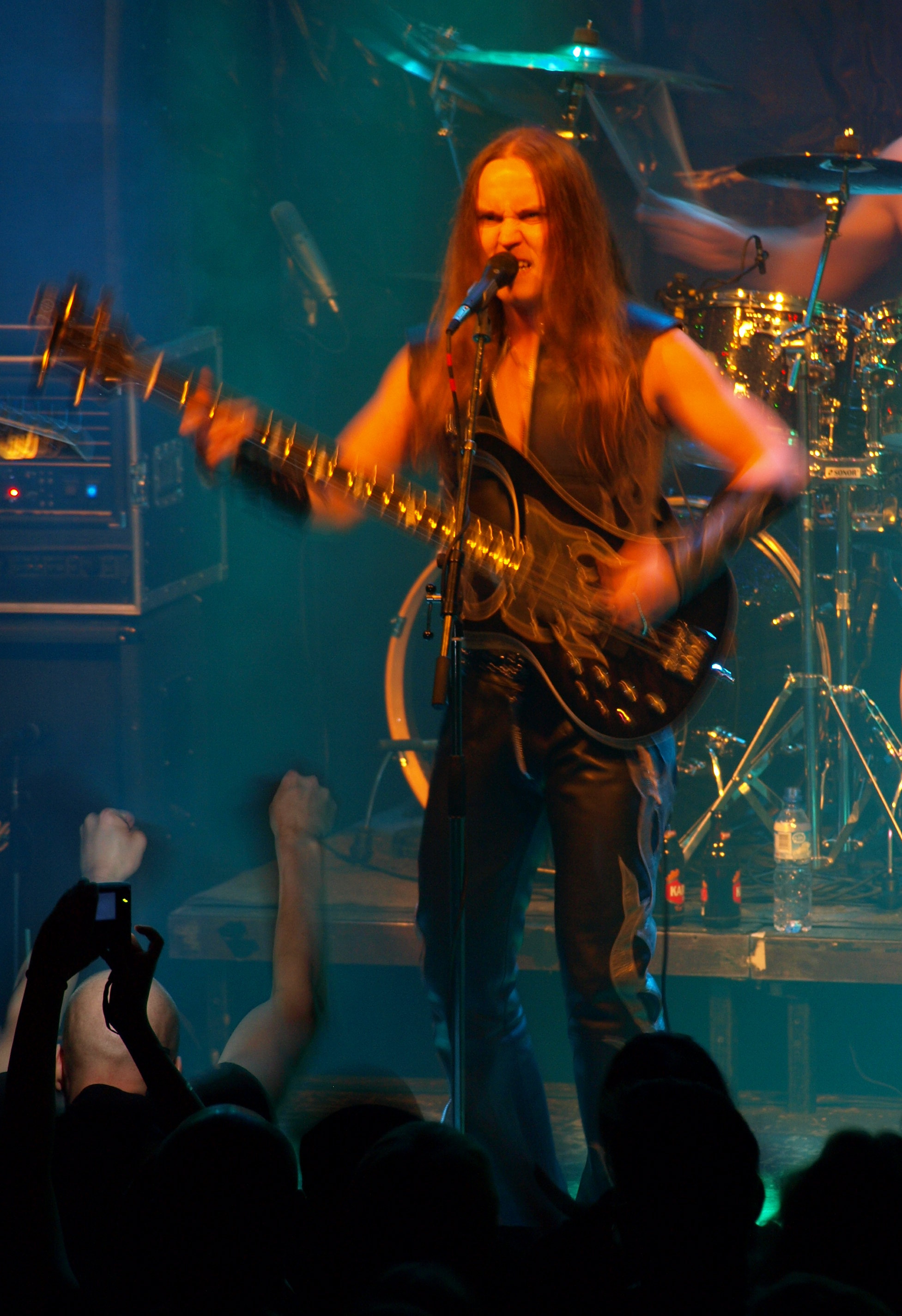
Jarkko Ahola, vocalista y líder de la banda.

- Jarkko Ahola (Vocalista, Bajo)
- Arto Järvinen (Guitarra, voces)
- Viljo Rantanen (Guitarra)
- Jari Kuokkanen (Batería)

## Discografía

### Álbumes
- Metallitotuus (abril de 2005)
- Vaadimme metallia (junio de 2006)
- Myrskyntuoja (marzo de 2008)
- Maailma Tarvitsee Sankareita (noviembre de 2010)

### Sencillos
- Taivas lyö tulta (2005)
- Orjatar (2005)
- Vahva kuin metalli (2005)
- Metallisydän (2005, sólo está disponible en compra por Internet)
- Älä mene metsään (2006)
- Viimeinen tuoppi (2006)
- Missä miehet ratsastaa (2008)
- Paha sanoo (2008) (Promo)
- Maailma tarvitsee sankareita (2010) (Promo)
- Uudestisyntynyt (2010) (Promo)
- Metalliolut (2010)

## Influencias
Teräsbetoni se inspira en otros grupos como Manowar o Ronnie James Dio, de los cuales interpretó varias versiones durante sus primeros conciertos como grupo, antes de que firmaran con un sello discográfico. Otras son Dio e Iron Maiden.
Son considerados por varios fanes como "Los Manowar finlandeses".